# Лупшану
Лупшану (рум. Lupșanu) — село у повіті Келераш у Румунії. Входить до складу комуни Лупшану.
Село розташоване на відстані 64 км на схід від Бухареста, 39 км на північний захід від Келераші, 139 км на захід від Констанци, 145 км на південний захід від Галаца.

## Населення
За даними перепису населення 2002 року у селі проживали 694 особи, усі — румуни. Усі жителі села рідною мовою назвали румунську.